# Aeroporto di Cà Mau
L'aeroporto di Cà Mau (in vietnamita: Sân bay Cà Mau) (ICAO: VVCM - IATA: CAH) è un aeroporto vietnamita situato vicino alla città di Cà Mau, capoluogo della provincia omonima, Vietnam.
- Vietnam Air Services Company - Ho Chi Minh (città)